# Bíró László József

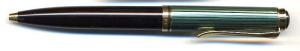
Egy mai golyóstoll

Bíró László József, spanyolul Ladislao José Biro (született: Schweiger László József, Budapest, Terézváros, 1899. szeptember 29. – Buenos Aires, 1985. október 24.) magyar újságíró, festőművész, feltaláló, nevét legismertebb találmánya, a golyóstoll tette világszerte ismertté.

## Élete

### Családja, származása
Budapesten született, zsidó családban. Édesapja Schweiger Mózes Mátyás, hódmezővásárhelyi születésű „műfogász”, édesanyja a kaposvári születésű Ullmann Janka volt. A családnév Bíróra változtatását a magyar királyi Belügyminisztérium 1905. február 11-én 13435/III. b. szám alatt kelt rendelete engedélyezte. 1931. november 2-án Budapesten, a Terézvárosban házasságot kötött a nála kilenc évvel fiatalabb Schick Erzsébettel, Schick Zsigmond és Honig Anna lányával. 1938. augusztus 20-án Bíró László feleségével együtt áttért az evangélikus hitre.

## Találmányai
Bíró Lászlónak több, mint húsz találmánya volt, amelyeknek csak kis része került gyakorlati alkalmazásra, ám sokuk hatással volt későbbi konstruktőrök munkájára.

### Golyóstoll
Bár a golyóstoll megvalósításával előtte mások is próbálkoztak, és több szabadalom is született erre, a mai modern eszköz elterjedése leginkább Bíró László érdeme. Eredetileg újságíróként dolgozott, de festészettel is foglalkozott. Az 1930-as években Németh Gyula szerkesztette meg Budapesten az első golyóstoll-prototípusokat, amelyek közül végül a legjobban működő példányt - ami már kiküszöbölte a korábbiak hibáit - az akkori segédje (inasa), Bíró László, eltulajdonította a teljes fejlesztési dokumentációval együtt, mivel Német Gyula  teljes bizalmát élvezte, amivel sietve saját találmányaként bejegyeztette a golyóstollat.
Az általa elmondott történet szerint: László felismerte, hogy az újságok nyomásánál használt tinta gyorsabban szárad, mint a töltőtollba való, és a papíron szárazon és piszkolódásmentesen megmarad. Mivel ez a sűrűbb tinta nem volt cseppfolyós, egy kis golyót szerkesztett a tollba, amely a tintát annak aljára vezette. Ahogy a toll a papíron mozog, a golyó forog, és így veszi fel a tintát, melyet a papírra ken.
Azt pontosan nem tudjuk, hogy Bíró Lászlónak a prototípusok fejlesztésében volt-e és ha igen, milyen szerepe, ötlete, de az tény, hogy a korábbi prototípusokból a valódi feltaláló: Németh Gyula családja máig őriz egy példányt és találmány jogtalan bejegyzéséről szóló, mára már homályos történetet. Annyi bizonyos, hogy a feltaláló már nem tudta időben pótolni az eltűnt fejlesztési dokumentációt és előállítani egy újabb működő prototípust, mielőtt Bíró nevére megtörtént a bejegyzés, később pedig már nem látta értelmét felvenni a harcot hosszadalmas jogi procedúrán keresztül és inkább elengedték Bíró Lászlót.
Bíró László József első golyóstoll-szabadalmát töltőtoll néven 1938. április 25-én jelentette be a Magyar Királyi Szabadalmi Bíróságnak. Nem sokkal utána, november 23-án Pépes halmazállapotú tinta és hozzá tartozó töltő-toll címmel jelentett be újabb szabadalmat.
A használható golyóstoll előállításához vezető kísérleteket külföldön fejezte be, ugyanis 1938-ban elkezdődtek a zsidókat korlátozó intézkedések, és Bíró ezek elől Párizsba ment. Egy argentin, Agustín Pedro Justo, akivel már külföldön ismerkedett meg, javasolta neki, hogy költözzön Argentínába, és csak a külképviseleten, ahová beutazási engedélyért folyamodott, tudta meg, hogy Justo valójában az argentin elnök.
Argentínába való kivándorlása után, 1940-től önállóan kísérletezett. Ottani letelepedése után megfelelő módosítással az öntvényrepedést jelző festéket alkalmazta a golyóstoll töltésére. Argentínában benyújtott találmányára 1943. június 10-én kapott szabadalmat. Az első rendszeres eladásra gyártott golyóstollakat 1945-től Eterpen néven árusították. Az új íróeszköz – Biropen néven – gyorsan elterjedt az egész világon, és már életében halhatatlanná tette feltalálója nevét.

#### A golyóstoll elterjedése

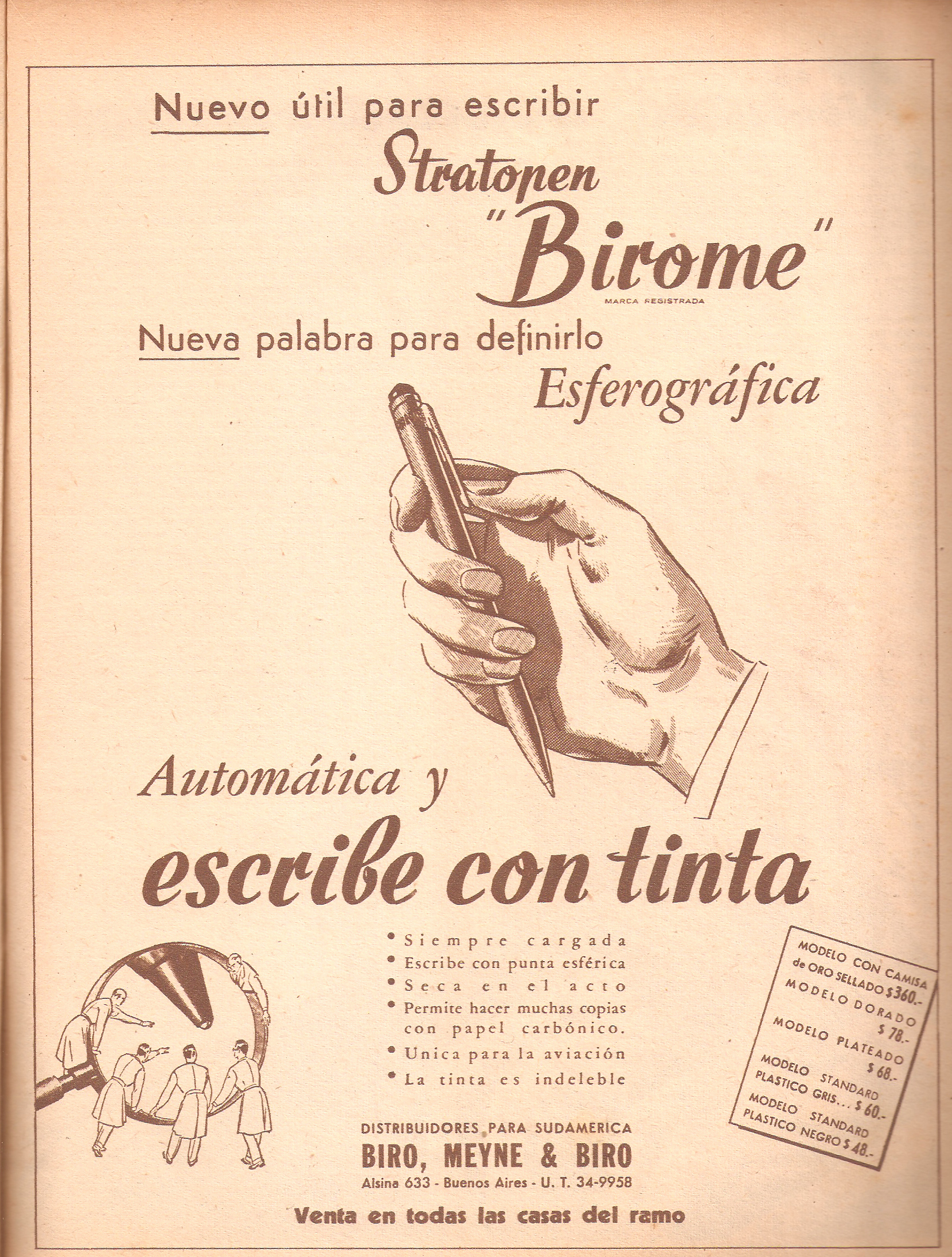
Golyóstollreklám 1945-ből, egy argentin újságból

Az angol kormány azért vásárolta meg a szabadalmat, mert a golyóstoll a repülőgépeken nagy magasságokban is működött, nem folyt ki belőle a tinta. 1944-ben a Royal Air Force Bíró-féle golyóstollakat használt. A franciák részvénytársaságot (BIC) alapítottak a találmány hasznosítására, amely napjainkig fennáll, és nagy mennyiségben forgalmazza. A Parker cég 1957-ben kezdte meg a golyóstollak forgalmazását. Az 1960-as évektől kezdve a golyóstoll a Föld minden országában elterjedt, és általánosan használt íróeszközzé vált. Olasz nyelvterületen a golyóstollat ma is gyakran „biro”, angol nyelvterületen „biro” vagy „biro pen”, franciáknál „biro”, Argentínában „birome” néven említik,Orwell műveiben például kizárólag ezen a néven szerepel[forrás?].

### Automatasebességváltó
Az 1930-as években vásárolt Bugatti sportkocsijának mechanikus váltóművével elégedetlen volt, mert a nagy motorteljesítményt képtelen volt gördülékenyen átadni. Egy évig tökéletesítette megoldását, majd más befektetők híján az Opel-céggel állapodott meg. Bíró beépítette a szerkezetet saját oldalkocsis motorkerékpárjába, amellyel hiba nélkül megtette a mintegy 1000 kilométeres Budapest–Berlin távolságot. A jogokat megvásárló General Motors vállalta, hogy a feltalálónak öt éven keresztül havi 200 amerikai dollárt utalnak át (ez akkoriban nagy összegnek számított). Konstrukciója gyártásra sosem került, a konkurencia lehetőségét kívánták csökkenteni. A GM 1939-ben állt elő saját 4+1 sebességű automata váltójával.

### Golyós dezodor
Az 1945–1954 között kifejlesztett majd jól előkészített kampány után New Yorkban vezették volna be a terméket. Valószínűleg ehhez kapcsolódik, hogy 1945–48 között 21 parfümöt jegyzett be cége, a Biro, Meyne & Biro. Az első sorozatgyártás azonban hibás volt, ám tőke hiányában le kellett állítani a tervet. Ennek hatására komoly recesszión esett át a Bíró-Meyne-Bíró cég. Az általa kidolgozott módon működnek manapság is a golyós dezodorok.

### Találmányainak listája

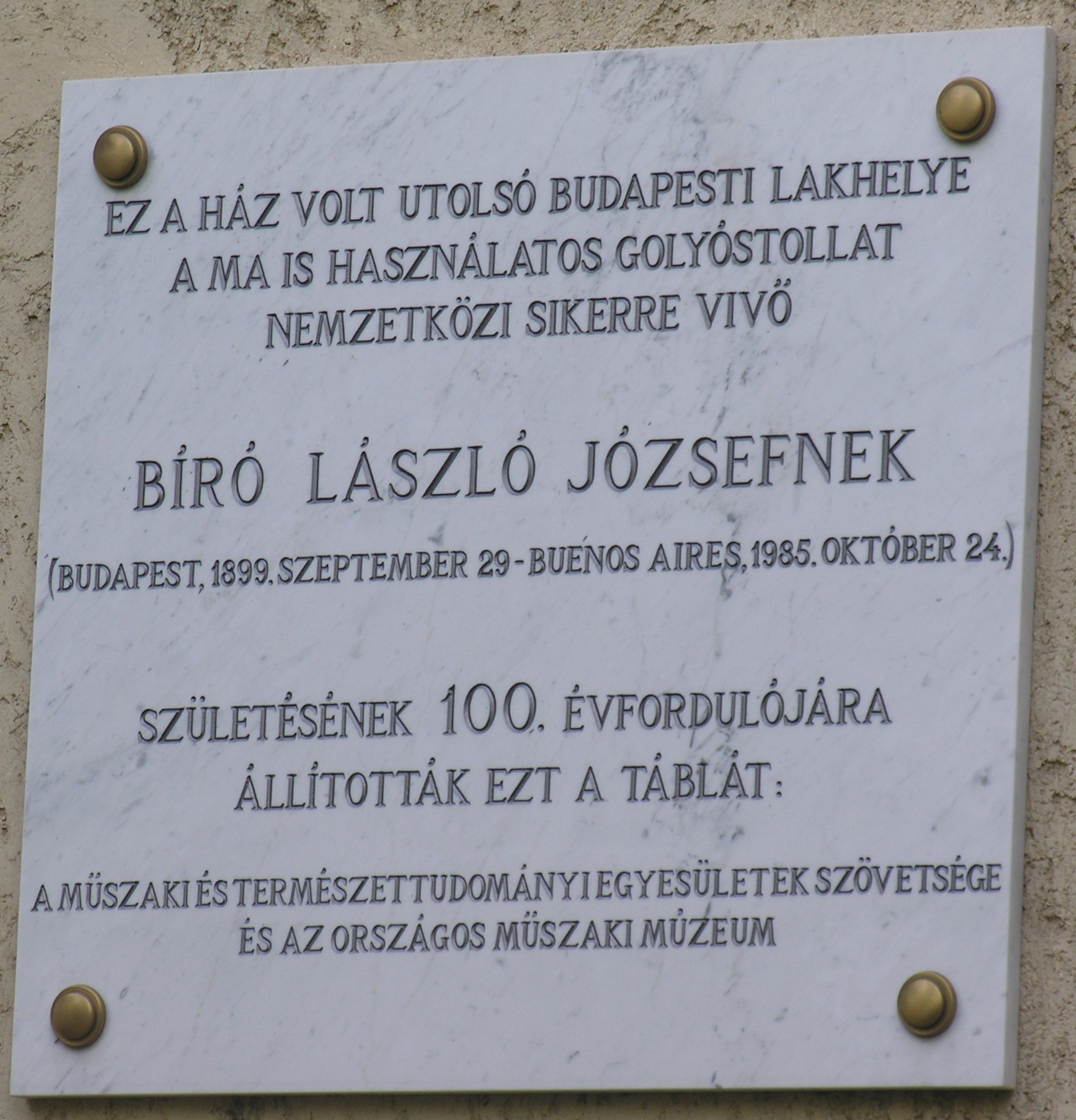
Bíró László József emléktáblája utolsó budapesti lakhelyén, Budán a II. kerületben a Cimbalom utca 12. szám alatt

- 1928 Vizes töltőtoll (Magyarország)
- 1930 Mosógép (Magyarország) „Mesemosó a tökéletes házi gőzmosógép” - tűzhelyhez kapcsolható az energiát gőzből nyerő mosógép
- 1932 Automatikus sebességváltó (Magyarország)
- 1936 Elektromágneses továbbító berendezés (Magyarország) (egyfajta lineáris motor(wd)), (a mai mágnesvasút is a lineáris motor elvén alapul)
- 1938 Golyóstoll (Magyarország, Franciaország), 1941–1948 (Argentína), később több mint 100 országban
- 1941 Termikus berendezés (Argentína)
- 1942 Fertőtlenítő golyócska (Argentína, hét másik ország)
- 1943–1957 Klinikai termográf (Argentína, hat másik ország)
- 1943–1959 Sérthetetlen zár (Argentína, hat másik ország)
- 1943–1962 Palackcímke nyomtató (Argentína)
- 1943–1962 Függönytartó (Argentína)
- 1944 Eljárás fenolgyanták előállítására (Argentína)
- 1944 Ampullanyitó (Argentína)
- 1944–1948 Golyóstoll (USA)
- 1945 Eljárás acélrudak ellenállásának növelésére (Argentína)
- 1945–1954 Golyós dezodor
- 1956 Nyomdai tükör (Argentína)
- 1958 Berendezés energia nyerésére tenger hullámaiból (Argentína)
- 1970 Fehérje (Argentína)
- 1978 Együtemű belső égésű motor (Argentína)
- 1978 Gázok frakcionálása molekuláris és izotóp rendszerekben (Argentína, három másik ország)

## Emlékezete
- Bíró László József 1985. október 24-én halt meg új hazájában. Születésnapja, szeptember 29-e 1986-tól Dia del Inventor (a Feltalálók Napja) Argentínában, illetve az Argentin Feltalálók Napja.
- 2016-ban, születésének 117. évfordulóján a Google kereső nyitólapján ún. Google doodle emlékezett meg róla.[9]
- 14/2010. (IX. 21.) MNB rendelet A „Bíró László, a golyóstoll szabadalmaztatója” emlékérme kibocsátásáról
- A 2006-ban Sárneczky Krisztián által felfedezett „327512 Bíró (2006 BR26)” jelzésű kisbolygó Bíró László József nevét viseli.[10]